# Anthony Delon
Anthony Delon, né le 30 septembre 1964 à Los Angeles (Californie, États-Unis), est un acteur franco-américain.

## Biographie

### Enfance et scolarité
Anthony Delon naît à Los Angeles le 30 septembre 1964, en Californie, au centre médical Cedars-Sinaï, alors que ses parents, Alain et Nathalie Delon, séjournent temporairement aux États-Unis. Il est le filleul de l’agent artistique Georges Beaume.
En 1968, ses parents se séparent, et leur divorce est prononcé en 1969. Son père ayant refait sa vie avec Mireille Darc, il grandit entouré de sa marraine, Loulou, décédée en 2003, et de son parrain, car sa mère, avec laquelle il vit, se consacre pleinement à sa vie d'actrice,.
Il passe une partie de son enfance dans des établissements en internat. Il raconte avoir été placé à dix ans dans un pensionnat, l'école du Montcel, à Jouy-en-Josas, un endroit agréable mais un peu « militaire », d’où il fugue à l’âge de douze ans et parcoure une trentaine de kilomètres pour rejoindre Paris à pied, après avoir été privé d’un pique-nique de fin d’année.
À huit ans il passe ses week-ends à assister aux entraînements du boxeur Jean-Claude Bouttier pour son combat pour le titre de champion du monde des poids légers WBC contre Carlos Monzón. Malgré la défaite du français il se rêve désormais boxeur
Il est ensuite scolarisé dans une école publique bilingue de la rue Saint-Benoît, dans le quartier Saint-Germain-des-Prés.
À quatorze ans, il choisit d’aller vivre avec son père, avant de revenir chez sa mère à quinze ans. Ce retour entraîne une profonde mésentente avec son père. Adolescent turbulent, il entre à l'institut Charlemagne, boulevard Saint-Germain, un établissement réputé pour sa sévérité. Il finit par se faire renvoyer au bout d'un an pour chahut et provocation. Son père l'envoie à nouveau deux ans en pension à Joinville-le-Pont (Val-de-Marne), dans un établissement très strict, l’internat Palissy, pavé de béton et équipé de caméras à chaque étage. C'est la dernière étape avant la maison de correction. Il en sort à dix-sept ans pour ne plus jamais reprendre le chemin des écoliers.

### Début de sa vie d'adulte
Quelques semaines après sa sortie du système scolaire, Anthony Delon part travailler à Londres pour Island Records pendant six mois, puis il fait un détour par le Nigeria, où il espère réaliser un documentaire sur Fela Kuti, chanteur emblématique et opposant au régime militaire nigérian, envoyé par son beau-père, le producteur Chris Blackwell.
En février 1983, à l’âge de 18 ans, Anthony Delon est arrêté en possession d'un pistolet automatique, volé à des gendarmes et appartenant à Bruno Sulak, ennemi public numéro un à cette époque, alors qu’il conduit une BMW volée,.
Il est incarcéré un mois à la prison de Bois-d'Arcy. À sa sortie de prison, il décide de créer une ligne de blousons en cuir. Son père lui interdit d’utiliser le nom "A. Delon" pour sa marque. Un an plus tard, après un succès commercial notable, Anthony Delon est cité dans la presse française comme le plus jeune PDG de France à 19 ans.
Selon certains témoignages, il conserve une certaine empathie pour des milieux marginalisés. Il est associé à des boîtes de nuit, ce qui lui vaudra notamment un différend avec Frank Sinatra. Il fréquente régulièrement les sorties nocturnes, enchaîne les bagarres et se déplace en grosses cylindrées entouré de plusieurs femmes. À la suite d’une rixe à la sortie d’une boîte de nuit, l’un de ses associés est victime d’une tentative de meurtre.
Par ailleurs, le groupe de rock La Souris Déglinguée le mentionne dans leur chanson Nouvelle Aube, présente dans l’album Eddy Jones de 1987, évoquant sa réussite sociale.

### Carrière artistique: photos puis début au cinéma
Fuyant la pression médiatique, Anthony Delon s'envole pour New York. Il y vivra quelques mois dans un appartement de la 64e rue (juste au-dessus de l'appartement qu'a occupé James Dean). Il découvre cette ville qui le fascine. Il rencontre Andy Warhol, Diane Von Furstenberg, Brooke Shields avec qui il fera une séance photo de Bruce Weber pour Life Magazine. Il se sent bien, veut s'y installer, mais un metteur en scène italien, Alberto Lattuada lui propose de faire des essais pour le cinéma. Il accepte et part pour Rome. Il tournera avec Lattuada, puis enchaînera immédiatement avec Chronique d'une mort annoncée de Francesco Rosi qui le mènera à Cannes où il montera les marches du palais au bras d'Ornella Muti. Le film est un succès en Amérique latine et dans toute l'Europe de l'Est, mais pas en France. Les critiques sur lui sont excellentes, mais la comparaison avec son père est trop forte.
À 24 ans, il retourne aux États-Unis. Il s'installe à Los Angeles pour deux ans, peiné par sa rupture avec Valérie Kaprisky et en prise avec des problèmes existentiels. Par la même occasion, il retrouve sa mère qui vit depuis quelques années à Sundance dans l'Utah. Il y passera beaucoup de temps et il déclare : « l'Ouest américain est l'une des plus belles régions que je connaisse ». À Los Angeles, il prendra des cours de comédie, mais continuera à travailler en France. À ce sujet, il dit : « C'est une étrange sensation ; ma culture est européenne, mais quand je pose le pied à L.A., j'ai le sentiment très fort que je rentre à la maison ». Malgré cela, il ne retrouve pas son équilibre et, après un accident de moto, il rentre à Paris.
Anthony Delon a du mal à être accepté comme un acteur à part entière du fait de l'omniprésence de son père. En 1997 sort La Vérité si je mens ! de Thomas Gilou. Il a le rôle de Maurice Aflalo, arriviste prêt à tout, rôle qui pourrait se confondre avec ses errances passées. Le film est un énorme succès au box-office. Il poursuit sa carrière d'acteur à la télévision et au théâtre.

### Vie privée
Anthony Delon a été le compagnon de l'actrice Valérie Kaprisky puis de l'actrice Mathilde Seigner.
Le 27 juin 2006, il épouse Sophie Clerico, avec qui il a deux filles : Loup (née le 4 février 1996) et Liv (née le 25 août 2001). Le couple se sépare en 2012.
Dans son autobiographie Le Premier Maillon, Anthony Delon reconnaît avoir eu une fille naturelle, Alyson Le Borges, née en 1986 d'une liaison avec une danseuse du Crazy Horse, Marie-Hélène.
À la fin de l'année 2019, la presse annonce qu'il est en couple avec l’actrice Sveva Alviti. En août 2021, ils se séparent, et se réconcilient au printemps 2022. Finalement,  le couple se sépare et Sveva épousera Andrea Bruno en juin 2025.[réf. nécessaire]
Il étudie et cultive la philosophie bouddhiste et la bioénergie.

### Sport automobile
Passionné d'automobile, Anthony Delon obtient sa licence de compétition. De 1993 à 1998, il participe à diverses compétitions, notamment en Sport-prototype avec des Peugeot 905, en Formule 3000, et dans la Coupe de France d'Alfa Romeo. 
Au début de l'année 1997, il rejoint l’écurie « Promauto Racing », dirigée par Jean-Michel Batisse, pour disputer le championnat national de la coupe Alfa 145, où il obtient notamment une deuxième place au Grand Prix d'Albi.
Il prend également part aux 24 Heures de Zolder au volant d'une Lamborghini Gallardo.

## Filmographie

### Cinéma

#### Longs métrages
- 1986 : Une épine dans le cœur (Una spina nel cuore) d'Alberto Lattuada : Guido
- 1987 : Chronique d'une mort annoncée (Cronaca di una morte annunciata) de Francesco Rosi : Santiago Nasar
- 1990 : La Femme fardée de José Pinheiro : Andréas Fayard
- 1992 : Sup de fric de Christian Gion : François Cardeau
- 1993 : Strangers in the Night (Zarim Balayla) de Serge Ankri
- 1997 : La Vérité si je mens ! de Thomas Gilou : Maurice Aflalo
- 2001 : Jeu de cons de Jean-Michel Verner : P'tit Louis
- 2006 : Danse avec lui de Valérie Guignabodet : Paul
- 2008 : Un homme et son chien de Francis Huster
- 2009 : Mensch de Steve Suissa : Tonio Massari
- 2010 : Paris Connections de Harley Cokeliss : Jake Sica
- 2011 : Polisse de Maïwenn : Alex
- 2017 : Des amours, désamour de Dominic Bachy : François
- 2023 : 21 Rubies de Ciprian Mega : Yuri

#### Doublage
- 2004 : Les Aventures extraordinaires de Michel Strogoff d'Alexandre Huchez et Bruno-René Huchez : Michel Strogoff (voix)

#### Court métrage
- 1997 : Sans issue de Jean-Michel Verner (Prix Beaumarchais)
- 2001 : Petite copine de Rodolphe Balaguer

#### Télévision
- 1993 : Rhesus Romeo (téléfilm) de Philippe Le Guay : Arnaud
- 1993 : Le Juge est une femme (série télévisée), épisode Aux marches du palais de Serge Leroy : le docteur Faure
- 1994 : Le Cascadeur (série télévisée), épisodes Le Saut de la mort de Josée Dayan et Le Grand Cirque d'Alain-Michel Blanc : André Lange
- 1995 : Paris District (série télévisée), épisodes Sanglantes confidences de Gérard Marx, Chantage de Klaus Biedermann
- 1996 : Pêcheur d'Islande (téléfilm) de Daniel Vigne : Yann
- 1997 : Le Désert de feu (Il deserto di fuoco) (mini-série) d'Enzo Girolami Castellari : René Duviveir
- 1997 : Père et fils (téléfilm) de Klaus Biedermann : Valence
- 1997 : La Grande Béké (téléfilm) d'Alain Maline : Marc
- 1998 : Frenchman's Creek (téléfilm) de Ferdinand Fairfax : Jean Aubrey
- 1998 : Le Prince d'Arabie (Der arabische Prinz) (téléfilm) de Peter Deutsch : Prince Saleh
- 2000 : Le Violon brisé (téléfilm) d'Alain Schwarzstein : Antoine Gallois
- 2000 : Combats de femme (série télévisée), épisode Un amour de femme (téléfilm) de Sylvie Verheyde : David
- 2001 : L'Ami Fritz (téléfilm) de Jean-Louis Lorenzi : Fabrice
- 2003 : Un été de canicule (mini-série) de Sébastien Grall : Antoine
- 2003 : Commissaire Moulin (série télévisée), épisode Bandit d'honneur d'Yves Rénier : Hugo Arragio
- 2003 : Élodie Bradford (série télévisée), épisode pilote de Lionel Bailliu : Antoiny Morfaux
- 2004 : Louis Page (série télévisée), épisode La Vérité à tout prix d'Alain Schwarzstein : Michel Rollin
- 2004 : Vénus et Apollon (série télévisée) de Pascal Lahmani, Olivier Guignard et Jean-Marc Vervoort, 2 épisodes : lui-même
- 2005 : L'Homme pressé (téléfilm) de Sébastien Grall : Pierre Niox
- 2005 : Trois femmes… un soir d'été (mini-série) de Sébastien Grall : Mathias Auvignon
- 2011 : Le Grand Restaurant II (série télévisée) de Gérard Pullicino : le dragueur remis en place
- 2014 : Interventions (série télévisée) d'Eric Summer : Romain Lucas
- 2016 : Alliances rouge sang (téléfilm) de Marc Angelo : Guillaume
- 2022 : Meurtres à... (série télévisée), épisode Meurtres au Mont Saint-Michel de Marie-Hélène Copti : père Alexandre Florentin
- 2025 : Capitaine Marleau de Josée Dayan

### Réalisateur
- 2022 : La Meilleure façon de partir – auteur / réalisateur ; production : Fédération Entertainment[23]

## Théâtre
- 1994 : Sud de Julien Green, mise en scène Pascal Luneau
- 2007 : Money d'Alain Schwartzstein, mise en scène Steve Suissa, tournée
- 2009-2010 : Attache-moi au radiateur de Raffy Shart, tournée
- 2012 : Panik de Mika Myllyaho, mise en scène Jean-Claude Idée, Théâtre Saint-Georges (Paris)

## Chanson
- 1987 : Qu'elle revienne
- 2012 : Skype, duo avec la chanteuse RoBERT

## Publications
- Le Premier maillon, Michel Lafon, 2008  (ISBN 978-2749908519)
- Entre chien et loup (autobiographie), Le Cherche Midi, 2022  (ISBN 978-2749171586)
- Bastingage, Fayard, 2024  (ISBN 978-2213726328)